# Stearinezuur
Stearinezuur of n-octadecaanzuur is een lange keten verzadigd vetzuur. Het komt met name in dierlijke vetten voor, maar sommige plantaardige vetten en oliën bevatten ook wat stearinezuur. De zouten en esters worden stearaten genoemd. Natriumstearaat vormt het hoofdbestanddeel van (klassieke) harde zeep, kaliumstearaat van zachte zeep. De zeepwerking van groene zeep is ook op stearaten gebaseerd, maar groene zeep is geen zuiver natrium- of kaliumstearaat. De naam stearine komt van het Griekse stear, dat talg betekent.
Stearinezuur is zelf matig oplosbaar in water. De alkalizouten van stearinezuur zijn wel goed oplosbaar in water, calciumstearaat niet. Om deze reden wordt een groenezeepoplossing in gebieden met hard water altijd troebel: er slaat calciumstearaat neer.
Stearinezuur is een vettige vaste stof. De vetzuurcode bedraagt C18:0. Het eerste getal (18) geeft het aantal koolstofatomen aan, het tweede het aantal dubbele bindingen, in dit geval nul.

## Toepassingen
Stearinezuur wordt in de oleochemie gewonnen door verzeping van olie of vet. Daarnaast wordt het wel gemaakt door het harden van onverzadigde vetzuren.
Stearinezuur wordt onder andere gebruikt in kaarsen, in de zeepfabricage en voor het bereiden van diverse cosmeticagrondstoffen. Ook kan het gebruikt worden bij leerbewerking, voor het harder maken van leer.